# 권기영 (작가)
권기영은 대한민국의 텔레비전 드라마 작가이다. 

## 주요 작품
- 2007년 SBS 주말 미니시리즈 《사랑에 미치다》 ... 집필
- 2010년 KBS2 드라마스페셜 《옆집 아줌마》 ... 집필
- 2011년 SBS 드라마스페셜 《보스를 지켜라》 ... 집필
- 2013년 SBS 드라마스페셜 《내 연애의 모든 것》 ... 집필
- 2015년 KBS2 월화 미니시리즈 《너를 기억해》 ... 집필
- 2017년 SBS 드라마스페셜 《수상한 파트너》 ... 집필
- 2022년 tvN 월화 미니시리즈 《링크:먹고 사랑하라, 죽이게》 ... 공동집필